# Sankt Nikolaus kyrka, Fushë Kosovë
Sankt Nikolaus kyrka (serbisk kyrilliska: Црква Светог Николе; latinska: Crkva Svetog Nikole) är en serbisk-ortodox kyrkobyggnad belägen i orten Fushë Kosovë i kommunen Fushë Kosovë, i östra Kosovo.
Kyrkan är helgad åt Sankt Nikolaus av Myra och tillhör Raškas och Prizrens stift.

## Historik
Sankt Nikolaus kyrka i Fushë Kosovë byggdes år 1940.

## Bilder

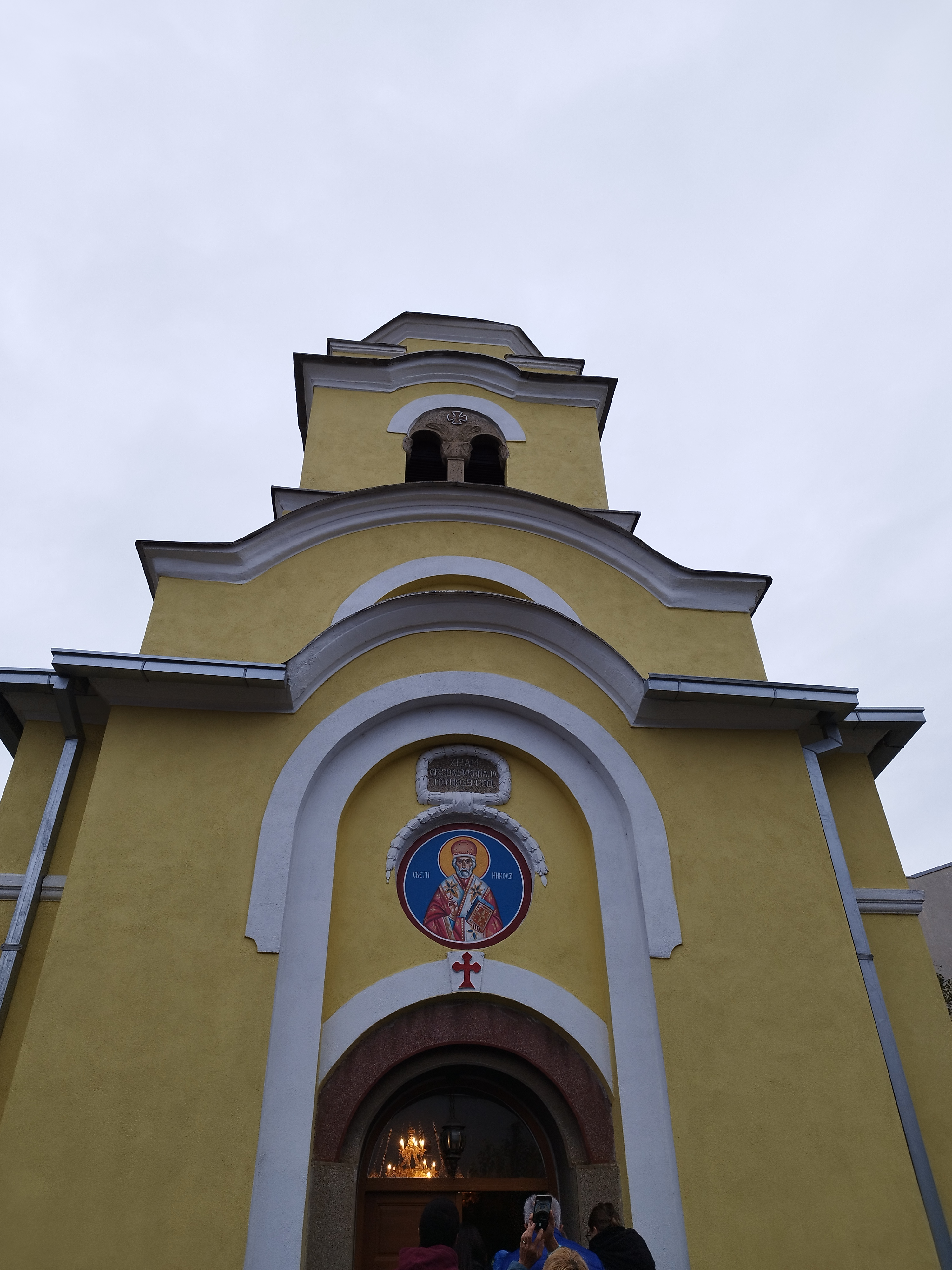
Kyrkan framifrån.